# Huvinakoppalu, Malavalli
Huvinakoppalu là một làng thuộc tehsil Malavalli, huyện Mandya, bang Karnataka, Ấn Độ.